# Kjógen

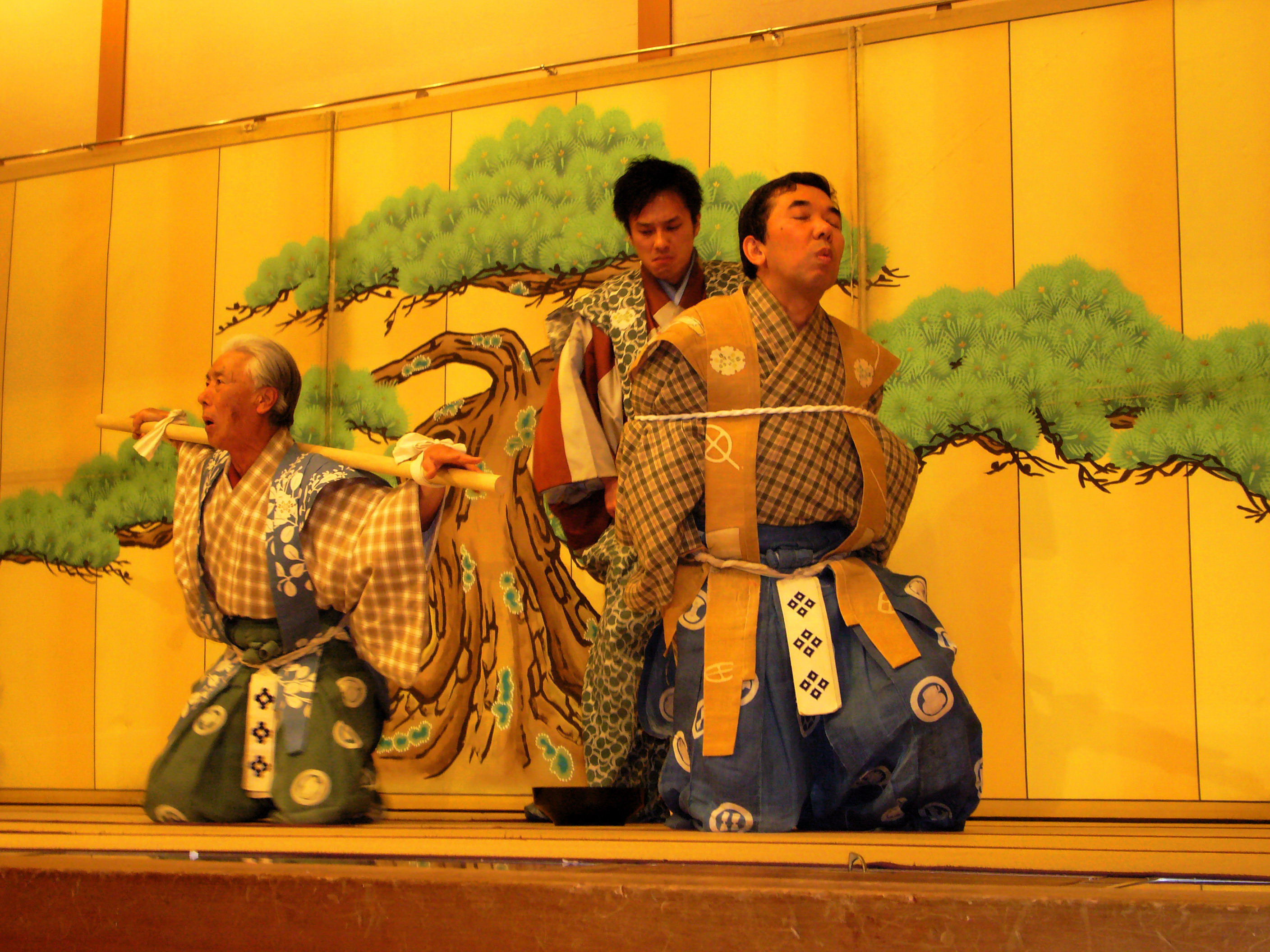
Kjógen

Kjógen je japonská divadelní komická forma. Původně vznikla jako odlehčující mezihra vkládaná mezi dvě části vážného představení japonského divadla nó, později začal být kjógen provozován samostatně. Kjógen, který si ponechal funkci mezihry, je v současnosti nazýván ajkjógen. Kjógen má blízko k evropské frašce, grotesce nebo commedii dell'arte, výraznou roli v něm však hraje hudba. Souhrnným označením pro nó a kjógen je nógaku. Sám pojem kjógen by šlo přeložit jako „bláznivá slova“ nebo také „umně vyšperkovaná slova“. Žánr vznikl ve 12.–13. století, avšak až v 16. století, v období edo, byl rozvinut a „kanonizován” (a to vládou), tedy bylo sesbíráno a kodifikováno zhruba 200 základních her, které dnes lze prezentovat jako divadlo kjógen. Tehdy začal sloužit jako neoblíbenější kulturní forma společenské vrstvy samurajů (vojenské šlechty). Vládní kontrola nad tímto divadelním žánrem skončila až díky reformám Meidži v 19. století, což ale vedlo k vytlačování evropským divadlem. V roce 2001 byl kjógen zapsán na seznam Světového dědictví UNESCO, do kategorie nehmotného dědictví.
Ke klasickým fraškám kjógenu patří Bóšibari (Připoutaný k tyči), Kobu uri (Prodavač řas), Honekawa (Mnich, kostra a její obal) ad. Podstatou je zobrazení určitých charakterů a chyb v lidské povaze, některé tradiční postavy lze označit za stereotypy (vztekloun apod.). Na rozdíl od divadla nó se v kjógenu neužívají masky (krom zvířecích či masky boha), kostýmem je tradiční japonský oděv hakama. Kjógen měl původně i satirickou funkci, dělal si legraci z některých buddhistických a šintoistických rituálů, tento aspekt ale současný divák už nemá možnost tolik vnímat. Řada komických prvků má fyzickou povahu, proto je kjógen často dáván do souvislosti s němou filmovou groteskou. Tak jako řada jiných japonských rituálů a tradic (bojové umění kendó nebo čajový obřad) i kjógen je ovládán dramaturgickým principem zvaným jo-ha-kjú, který by se dal shrnout do zásady „začít pomalu, zrychlit a rychle skončit”. Jedna fraška trvá obvykle okolo deseti minut a neúčastní se jí více než tři herci. Z kjógenu se vyvinulo taneční divadlo kabuki. V Japonsku existují tři tradiční školy věnující se kjógenu: Izumi, Sagi a Ókura.
V České republice se tomuto žánru věnuje Malé divadlo kjógenu v Brně, které vzniklo roku 2005. Vzniklo z iniciativy mima Huberta Krejčího a japanisty Ondřeje Hýbla, za iniciační role představitele tradiční divadelní školy Ókura Šigejamy Šimeho. V roce 2016 se brněnský soubor stal prvním mimojaponským držitelem divadelní ceny Saikašó, jež je udělována tvůrcům působícím na poli japonského tradičního divadla.